# Willy Trepp
Willy Trepp (ur. 23 grudnia 1938 w Vicosoprano) – szwajcarski kolarz torowy i szosowy, trzykrotny medalista torowych mistrzostw świata.

## Kariera
Pierwszy sukces w karierze Willy Trepp osiągnął w 1959 roku, kiedy zdobył brązowy medal w indywidualnym wyścigu na dochodzenie amatorów podczas torowych mistrzostw świata w Amsterdamie. W zawodach tych wyprzedzili go jedynie Rudi Altig z RFN oraz Włoch Mario Vallotto. W 1960 roku przeszedł na zawodowstwo i już w tym roku zdobył srebrny medal na mistrzostwach świata w Lipsku, przegrywając tylko z Altigiem. W swej koronnej konkurencji srebrny medal zdobył także na rozgrywanych w 1961 roku mistrzostwach świata w Zurychu, gdzie ponownie zwyciężył Rudi Altig. Ponadto Trepp wielokrotnie zdobywał medale torowych mistrzostw kraju, w tym trzy złote, nigdy jednak nie wystąpił na igrzyskach olimpijskich. Startował również w wyścigach szosowych, wygrywając między innymi szwajcarski Tour des Quatre-Cantons w 1961 roku.